# X-Large
X-Large ist eine österreichische Jugend- und Musiksendung, die ab September 1987 bis 1995 am Samstag bzw. Sonntag im Vorabendprogramm des ORF und von 3sat ausgestrahlt wurde. Es wurden aktuelle Jugendthemen, angesagte Künstler und Musikclips präsentiert. Zum ersten Mal war X-Large am 4. Oktober 1987 auf FS1 zu sehen. Es löste die zu jener Zeit abwechselnd im Zweiwochenrhythmus ausgestrahlten Sendereihen Okay und Ohne Maulkorb ab, die in verschiedener Prioritätensetzung Musik, Jugendkultur und aktuelle Themen behandelten.

## Inhalte und Moderation
Erstes Moderatorenpaar der Sendung waren von 1987 bis 1988 Barbara Stöckl und Dominic Heinzl, die von drei weiteren Moderatoren unterstützt wurden. 1989 wurden sie durch die damalige Studentin Arabella Kiesbauer abgelöst (einige Sendungen des Jahres 1989 wurden noch gemeinsam moderiert), die über ein Casting an ihr erstes TV-Engagement gekommen war und das Magazin bis zu ihrem Weggang zu Pro7 1993 präsentierte. Ihr Partner war Christian Clerici, der das Magazin bis zu seiner Einstellung 1995 moderierte. Ab Mai 1991 kam zusätzlich zweimal im Monat die Spätabendschiene Nightline hinzu, in der längere Musikdokumentationen gezeigt wurden, die aber auch Raum für Eigenproduktionen wie die Interviewreihe X-Ray bot. 1992 bekam die Sendung unter dem Namen X-Large-Traveller eine weitere Schiene am Samstagnachmittag, die allerdings mit zugekauften Produktionen bestritten wurde.

## Einfluss auf die Musikszene
X-Large war die erste Sendung (X-Charts) im österreichischen Fernsehen, die über österreichische  und internationale Charts wöchentlich berichtete. Die jeweiligen Clips wurden vom Moderator vor einer Bluebox präsentiert und je ein ausgewählter Clip aus den österreichischen, britischen und amerikanischen Wochencharts angespielt. Die Musikberichterstattung der Sendung forcierte die um die Ende der 1980er und zu Beginn der 1990er Jahre entstandene österreichische Sampling-Szene mit Projekten wie Edelweiss und 1991 den Bingoboys und verhalf ihnen zu österreichweiter Bekanntheit.

## Spin-offs
Darüber hinaus lancierte X-Large Comedyformate wie die ab 1990 zumindest jährlich von Ronnie Eichhorn präsentierten X-Large-Futurenews, die einen satirischen Blick zehn Jahre in die Zukunft warfen. Im Umfeld von X-Large entstand ab 1993 die von Oliver Baier und Stefan Ruzowitzky entworfene Sendung Montevideo. Dieses Format wurde Sonntagnachmittag auf ORF eins parallel zum Seniorenclub auf ORF 2 gesendet.